# حمام قدیم میرزا یوسف
حمام قدیم میرزا یوسف ملکی مربوط به دوره صفوی است و در بابل، حمام قدیمی میرزا یوسف واقع شده و این اثر در تاریخ ۱۹ مهر ۱۳۷۸ با شمارهٔ ثبت ۲۴۵۷ به‌عنوان یکی از آثار ملی ایران به ثبت رسیده است.